# Риболовен билет
Риболовният билет (билет за любителски риболов) е документ, който дава право за извършване на любителски (спортен риболов) във вътрешните водоеми на страната реки, язовири, езера, река Дунав и Черно море. Билетът за любителски риболов е личен и поименен и не може да се преотстъпва на трети лица. Издава се за срок една седмица, един месец, шест месеца и една година.
Издава се и се презаверява от оторизиран държавен орган (от 2007 г. това е Изпълнителната агенция по рибарство и аквакултури) срещу заплащане на такса. За хора с увреждания и деца до 14 години риболовният билет е безплатен.